# Martin Dvořák (senátor)
Martin Dvořák (* 19. dubna 1948) je český politik a lékař, bývalý senátor za obvod č. 10 – Český Krumlov, zastupitel Českého Krumlova a člen ODS.

## Vzdělání, profese a rodina
Vystudoval Fakultu dětského lékařství UK v Praze, kde získal titul MUDr. Má soukromou pediatrickou ordinaci. S manželkou Bělou vychoval dva syny.

## Politická kariéra
Ve volbách 1998 se stal senátorem za části okresů Český Krumlov, Prachatice a České Budějovice. V prvním kole voleb získal 32,55 % hlasů oproti tehdejšímu senátorovi Karlu Vachtovi, který obdržel 25,58 % všech platných hlasů. Ve druhém kole se díky zisku 52,83 % hlasů stal Dvořák druhým senátorem za obvod č. 10. V horní komoře českého parlamentu zastával funkci člena Výboru pro vzdělávání, vědu, kulturu, lidská práva a petice. Ve volbách se rozhodl svůj mandát neobhajovat. V letech 2006 až 2012 zasedal v zastupitelstvu města Český Krumlov, kde působil již ve funkčních obdobích 1994–2002.